# Puchar Kontynentalny w skokach narciarskich 2013/2014
Puchar Kontynentalny w skokach narciarskich 2013/2014 – według pierwszych planów miał rozpocząć się 7 grudnia 2013 dwoma konkursami w rosyjskim Czajkowskim, jednak w opublikowanym w październiku 2013 terminarzu nie znalazły się te zawody i inauguracja sezonu miała miejsce 13 grudnia 2013 w Renie. Cykl zakończył się 15 marca 2014 w rosyjskim Niżnym Tagile.

## Zmiany w kalendarzu
Planowany na 15 grudnia 2013 konkurs w Renie został odwołany z powodu opadów śniegu. Ze względu na zbyt wysokie temperatury zrezygnowano z rozegrania konkursów w Wiśle 4 i 5 stycznia 2014. W zamian za jeden z nich zorganizowany dodatkowy konkurs w Sapporo 16 stycznia. Zawody w Bischofshofen zaplanowane na 25 i 26 stycznia 2014 również zostały odwołane z powodu zbyt wysokich temperatur i braku śniegu. W ich miejsce zaplanowano konkursy w Seefeld. Konkursy w Planicy, których rozegranie planowano 1-2 lutego, odwołano z kolei z powodu zbyt obfitych opadów śniegu. Postanowiono o zorganizowaniu w zamian za jeden z nich dodatkowego konkursu w Brotterode. Z powodu trudnych warunków wietrznych nie odbył się jeden z konkursów w Iron Mountain. Zawody w Garmisch-Partenkirchen, zaplanowane na 22-23 lutego, również odwołano z powodu zbyt wysokich temperatur, przy czym komitet organizacyjny zawodów zapowiedział, że nie jest wykluczone zorganizowanie ich w późniejszym terminie. Odwołano też mający zakończyć sezon drugi konkurs w Niżnym Tagile.

## Zwycięzcy

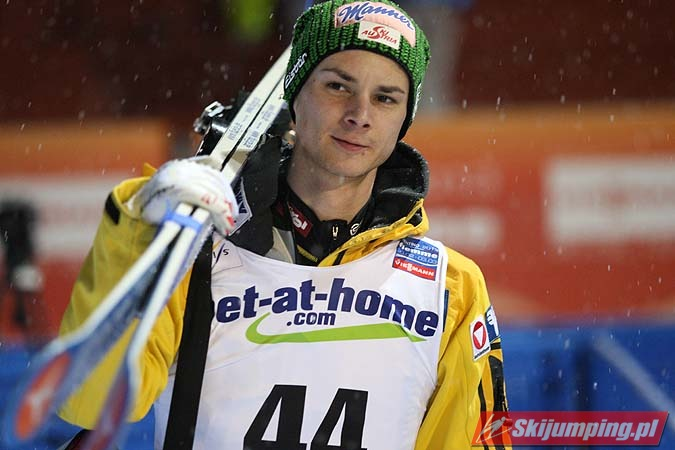
Manuel Fettner zwycięzca Pucharu Kontynentalnego

## Kalendarz i wyniki
| Lp.                                                                          | Data                                                                         | Miejscowość                                                                  | HS                                                                           | Uwagi                                                                        | 1. miejsce          | 2. miejsce                     | 3. miejsce            |
| ---------------------------------------------------------------------------- | ---------------------------------------------------------------------------- | ---------------------------------------------------------------------------- | ---------------------------------------------------------------------------- | ---------------------------------------------------------------------------- | ------------------- | ------------------------------ | --------------------- |
| 1.                                                                           | 13 grudnia 2013                                                              | Rena                                                                         | HS-111                                                                       | –                                                                            | Jernej Damjan       | Stefan Hula                    | Manuel Poppinger      |
| 2.                                                                           | 14 grudnia 2013                                                              | Rena                                                                         | HS-111                                                                       | –                                                                            | Michael Hayböck     | Jernej Damjan                  | Manuel Poppinger      |
| —                                                                            | 15 grudnia 2013                                                              | Rena                                                                         | HS-139                                                                       | [ a ]                                                                        | odwołany            | odwołany                       | odwołany              |
| 3.                                                                           | 20 grudnia 2013                                                              | Lahti                                                                        | HS-130                                                                       | –                                                                            | Michael Hayböck     | Jernej Damjan                  | Nejc Dežman           |
| 4.                                                                           | 21 grudnia 2013                                                              | Lahti                                                                        | HS-130                                                                       | –                                                                            | Michael Hayböck     | Manuel Fettner                 | Jernej Damjan         |
| 5.                                                                           | 27 grudnia 2013                                                              | Engelberg                                                                    | HS-137                                                                       | –                                                                            | Manuel Fettner      | Manuel Poppinger               | Simon Greiderer       |
| 6.                                                                           | 28 grudnia 2013                                                              | Engelberg                                                                    | HS-137                                                                       | –                                                                            | Manuel Poppinger    | Daniel-André Tande             | Manuel Fettner        |
| —                                                                            | 4 stycznia 2014                                                              | Wisła                                                                        | HS-134                                                                       | [ b ]                                                                        | odwołany            | odwołany                       | odwołany              |
| —                                                                            | 5 stycznia 2014                                                              | Wisła                                                                        | HS-134                                                                       | [ b ]                                                                        | odwołany            | odwołany                       | odwołany              |
| 7.                                                                           | 11 stycznia 2014                                                             | Courchevel                                                                   | HS-96                                                                        | –                                                                            | Rok Justin          | Pius Paschke                   | Ronan Lamy Chappuis   |
| 8.                                                                           | 12 stycznia 2014                                                             | Courchevel                                                                   | HS-96                                                                        | –                                                                            | Rok Justin          | Karl Geiger                    | Matjaž Pungertar      |
| 9.                                                                           | 16 stycznia 2014                                                             | Sapporo                                                                      | HS-100                                                                       | –                                                                            | Nejc Dežman         | Gregor Deschwanden Danny Queck | —                     |
| 10.                                                                          | 17 stycznia 2014                                                             | Sapporo                                                                      | HS-100                                                                       | –                                                                            | Nejc Dežman         | Robert Hrgota Takanobu Okabe   | —                     |
| 11.                                                                          | 18 stycznia 2014                                                             | Sapporo                                                                      | HS-134                                                                       | –                                                                            | Markus Eisenbichler | Junshirō Kobayashi             | Simen Key Grimsrud    |
| 12.                                                                          | 19 stycznia 2014                                                             | Sapporo                                                                      | HS-134                                                                       | –                                                                            | Markus Eisenbichler | Junshirō Kobayashi             | Robert Hrgota         |
| —                                                                            | 25 stycznia 2014                                                             | Bischofshofen                                                                | HS-140                                                                       | [ b ]                                                                        | odwołany            | odwołany                       | odwołany              |
| —                                                                            | 26 stycznia 2014                                                             | Bischofshofen                                                                | HS-140                                                                       | [ b ]                                                                        | odwołany            | odwołany                       | odwołany              |
| —                                                                            | 1 lutego 2014                                                                | Planica                                                                      | HS-139                                                                       | [ a ]                                                                        | odwołany            | odwołany                       | odwołany              |
| —                                                                            | 2 lutego 2014                                                                | Planica                                                                      | HS-139                                                                       | [ a ]                                                                        | odwołany            | odwołany                       | odwołany              |
| 13.                                                                          | 7 lutego 2014                                                                | Iron Mountain                                                                | HS-133                                                                       | –                                                                            | Klemens Murańka     | Karl Geiger                    | Nejc Dežman           |
| 14.                                                                          | 8 lutego 2014                                                                | Iron Mountain                                                                | HS-133                                                                       | –                                                                            | Anže Lanišek        | Nejc Dežman                    | Andraž Pograjc        |
| —                                                                            | 9 lutego 2014                                                                | Iron Mountain                                                                | HS-133                                                                       | [ a ]                                                                        | odwołany            | odwołany                       | odwołany              |
| 15.                                                                          | 14 lutego 2014                                                               | Brotterode                                                                   | HS-117                                                                       | –                                                                            | Karl Geiger         | Markus Eisenbichler            | Stefan Kraft          |
| 16.                                                                          | 15 lutego 2014                                                               | Brotterode                                                                   | HS-117                                                                       | –                                                                            | Manuel Fettner      | Karl Geiger                    | Daniel Huber          |
| 17.                                                                          | 16 lutego 2014                                                               | Brotterode                                                                   | HS-117                                                                       | –                                                                            | Karl Geiger         | Matjaž Pungertar               | Daniel Huber          |
| 18.                                                                          | 20 lutego 2014                                                               | Seefeld                                                                      | HS-109                                                                       | –                                                                            | Wolfgang Loitzl     | Manuel Fettner                 | Ole Marius Ingvaldsen |
| 19.                                                                          | 21 lutego 2014                                                               | Seefeld                                                                      | HS-109                                                                       | –                                                                            | Manuel Fettner      | Manuel Poppinger               | Danny Queck           |
| —                                                                            | 22 lutego 2014                                                               | Garmisch-Partenkirchen                                                       | HS-140                                                                       | [ b ]                                                                        | odwołany            | odwołany                       | odwołany              |
| —                                                                            | 23 lutego 2014                                                               | Garmisch-Partenkirchen                                                       | HS-140                                                                       | [ b ]                                                                        | odwołany            | odwołany                       | odwołany              |
| 20.                                                                          | 1 marca 2014                                                                 | Falun                                                                        | HS-100                                                                       | –                                                                            | Rok Justin          | Cene Prevc                     | Daniel Wenig          |
| 21.                                                                          | 2 marca 2014                                                                 | Falun                                                                        | HS-100                                                                       | –                                                                            | Daniel Wenig        | Rok Justin                     | Stefan Hayböck        |
| 22.                                                                          | 8 marca 2014                                                                 | Zakopane                                                                     | HS-134                                                                       | –                                                                            | Anže Semenič        | Daniel Wenig                   | Cene Prevc            |
| 23.                                                                          | 9 marca 2014                                                                 | Zakopane                                                                     | HS-134                                                                       | –                                                                            | Bjørn Einar Romøren | Anže Lanišek                   | Cene Prevc            |
| 24.                                                                          | 15 marca 2014                                                                | Niżny Tagił                                                                  | HS-135                                                                       | –                                                                            | Rok Justin          | Manuel Fettner                 | Michaił Maksimoczkin  |
| —                                                                            | 16 marca 2014                                                                | Niżny Tagił                                                                  | HS-135                                                                       | [ a ]                                                                        | odwołany            | odwołany                       | odwołany              |
| Puchar Kontynentalny w skokach narciarskich 2013/2014 – klasyfikacja końcowa | Puchar Kontynentalny w skokach narciarskich 2013/2014 – klasyfikacja końcowa | Puchar Kontynentalny w skokach narciarskich 2013/2014 – klasyfikacja końcowa | Puchar Kontynentalny w skokach narciarskich 2013/2014 – klasyfikacja końcowa | Puchar Kontynentalny w skokach narciarskich 2013/2014 – klasyfikacja końcowa | Manuel Fettner      | Nejc Dežman                    | Rok Justin            |

## Statystyki indywidualne
| Austria |     |     |     |     |     |     |     |     |     |    |    |    |    |     |     |     |     |     |     |     |     |     |     |     |
| Clemens Aigner | –   | –   | –   | –   | –   | –   | 14  | 6   | –   | –  | –  | –  | 30 | 45  | –   | –   | –   | –   | –   | –   | –   | 10  | 47  | –   |
| Florian Altenburger | –   | –   | 7   | 20  | 20  | 8   | 31  | 26  | –   | –  | –  | –  | 21 | 40  | –   | –   | –   | 20  | 32  | 8   | 14  | 26  | 21  | 9   |
| Philipp Aschenwald | –   | –   | –   | –   | –   | –   | –   | –   | –   | –  | –  | –  | –  | –   | –   | –   | –   | dsq | 30  | –   | –   | –   | –   | –   |
| Thomas Diethart | 6   | 6   | –   | –   | –   | –   | –   | –   | –   | –  | –  | –  | –  | –   | –   | –   | –   | –   | –   | –   | –   | –   | –   | –   |
| Markus Eggenhofer | –   | –   | –   | –   | –   | –   | 16  | 21  | 38  | 43 | 48 | 39 | –  | –   | –   | –   | –   | 51  | 54  | –   | –   | –   | –   | –   |
| Manuel Fettner | –   | –   | 5   | 2   | 1   | 3   | 11  | 11  | –   | –  | –  | –  | 15 | 7   | 12  | 1   | 7   | 2   | 1   | –   | –   | –   | –   | 2   |
| Simon Greiderer | dsq | 11  | 33  | 24  | 3   | 5   | –   | –   | –   | –  | –  | –  | –  | –   | –   | –   | –   | 23  | 15  | 25  | 26  | 19  | 45  | –   |
| Michael Hayböck | 4   | 1   | 1   | 1   | –   | –   | –   | –   | –   | –  | –  | –  | –  | –   | –   | –   | –   | –   | –   | –   | –   | –   | –   | –   |
| Stefan Hayböck | –   | –   | –   | –   | –   | –   | –   | –   | 49  | 18 | 5  | 11 | 19 | 25  | –   | –   | –   | 10  | 16  | 32  | 3   | 28  | 23  | 41  |
| Thomas Hofer | –   | –   | –   | –   | –   | –   | –   | –   | –   | –  | –  | –  | –  | –   | –   | –   | –   | dsq | 24  | –   | –   | –   | –   | –   |
| Francesco Hollaus | –   | –   | –   | –   | –   | –   | –   | –   | –   | –  | –  | –  | –  | –   | –   | –   | –   | –   | –   | –   | –   | 50  | 39  | –   |
| Daniel Huber | –   | –   | –   | –   | –   | –   | 15  | 16  | –   | –  | –  | –  | 36 | 11  | 17  | 3   | 3   | 15  | 8   | 18  | 7   | 25  | 18  | 19  |
| Stefan Huber | –   | –   | –   | –   | –   | –   | –   | –   | –   | –  | –  | –  | –  | –   | –   | –   | –   | 28  | 27  | –   | –   | –   | –   | –   |
| Martin Koch | 31  | 16  | –   | –   | 40  | 37  | –   | –   | –   | –  | –  | –  | –  | –   | –   | –   | –   | 19  | 41  | –   | –   | –   | –   | –   |
| Stefan Kraft | –   | –   | –   | –   | –   | –   | –   | –   | –   | –  | –  | –  | –  | –   | 3   | 24  | 9   | –   | –   | –   | –   | –   | –   | –   |
| Wolfgang Loitzl | –   | –   | –   | –   | –   | –   | –   | –   | –   | –  | –  | –  | –  | –   | –   | –   | –   | 1   | 6   | –   | –   | –   | –   | –   |
| Lukas Müller | –   | –   | –   | –   | –   | –   | –   | –   | –   | –  | –  | –  | –  | –   | –   | –   | –   | –   | –   | –   | –   | 27  | 35  | –   |
| Manuel Poppinger | 3   | 3   | 17  | 6   | 2   | 1   | –   | –   | –   | –  | –  | –  | 22 | 13  | 33  | 27  | 51  | 33  | 2   | 15  | 12  | –   | –   | 35  |
| Markus Schiffner | 17  | 23  | 29  | 39  | 27  | 11  | 19  | 40  | –   | –  | –  | –  | 16 | 9   | 7   | 9   | 16  | 36  | 21  | 34  | 32  | 12  | 26  | 4   |
| Christoph Stauder | 5   | 12  | 25  | 18  | dsq | 24  | dns | –   | –   | –  | –  | –  | 13 | 31  | 43  | 33  | 32  | 32  | 70  | –   | –   | –   | –   | –   |
| Patrick Streitler | –   | –   | –   | –   | 21  | 19  | –   | –   | –   | –  | –  | –  | –  | –   | 40  | 48  | 36  | 14  | 17  | 11  | 17  | –   | –   | 25  |
| Elias Tollinger | –   | –   | –   | –   | –   | –   | –   | –   | –   | –  | –  | –  | –  | –   | 18  | 7   | 21  | 9   | 4   | 10  | 10  | –   | –   | 6   |
| David Unterberger | –   | –   | –   | –   | –   | –   | 37  | 15  | 7   | 36 | 45 | 49 | –  | –   | –   | –   | –   | –   | –   | –   | –   | –   | –   | –   |
| Ulrich Wohlgenannt | 65  | 49  | 64  | 43  | –   | –   | –   | –   | –   | –  | –  | –  | –  | –   | –   | –   | –   | –   | –   | –   | –   | –   | –   | –   |
| Białoruś |     |     |     |     |     |     |     |     |     |    |    |    |    |     |     |     |     |     |     |     |     |     |     |     |
| Jauhien Myckaniuk | –   | –   | –   | –   | –   | –   | –   | –   | –   | –  | –  | –  | –  | –   | –   | –   | –   | –   | –   | –   | –   | 71  | 70  | –   |
| Bułgaria |     |     |     |     |     |     |     |     |     |    |    |    |    |     |     |     |     |     |     |     |     |     |     |     |
| Dejan Funtarow | –   | –   | –   | –   | –   | –   | dns | dsq | –   | –  | –  | –  | –  | –   | –   | –   | –   | –   | –   | –   | –   | –   | –   | –   |
| Danieł Simow | –   | –   | –   | –   | –   | –   | dns | dsq | –   | –  | –  | –  | –  | –   | –   | –   | –   | –   | –   | –   | –   | –   | –   | –   |
| Czechy |     |     |     |     |     |     |     |     |     |    |    |    |    |     |     |     |     |     |     |     |     |     |     |     |
| Martin Cikl | –   | –   | –   | –   | –   | –   | –   | –   | –   | –  | –  | –  | –  | –   | 48  | 38  | 55  | 56  | 34  | –   | –   | 52  | 27  | –   |
| Tomáš Friedrich | –   | –   | –   | –   | –   | –   | 65  | 76  | –   | –  | –  | –  | –  | –   | –   | –   | –   | –   | –   | –   | –   | 70  | 61  | –   |
| Vít Háček | 80  | 74  | –   | –   | 56  | 59  | –   | –   | –   | –  | –  | –  | –  | –   | –   | –   | –   | –   | –   | –   | –   | –   | –   | –   |
| František Holík | 69  | 70  | –   | –   | –   | –   | 60  | 71  | –   | –  | –  | –  | –  | –   | 63  | 68  | 49  | 72  | 66  | –   | –   | 69  | 65  | –   |
| Čestmír Kožíšek | –   | –   | –   | –   | –   | –   | –   | –   | –   | –  | –  | –  | –  | –   | 9   | 10  | 19  | 52  | 41  | –   | –   | –   | –   | –   |
| Jiří Mazoch | 73  | 81  | –   | –   | 68  | –   | –   | –   | –   | –  | –  | –  | –  | –   | –   | –   | –   | –   | –   | –   | –   | –   | –   | –   |
| Jan Michálek | –   | –   | –   | –   | –   | –   | 56  | 46  | –   | –  | –  | –  | –  | –   | –   | –   | –   | –   | –   | –   | –   | –   | –   | –   |
| Filip Sakala | –   | –   | –   | –   | 29  | 31  | 61  | 67  | –   | –  | –  | –  | –  | –   | –   | –   | –   | –   | –   | –   | –   | –   | –   | –   |
| Borek Sedlák | –   | –   | –   | –   | 6   | 30  | –   | –   | –   | –  | –  | –  | –  | –   | 58  | 60  | 53  | –   | –   | –   | –   | 34  | 46  | –   |
| Vojtěch Štursa | 67  | 64  | –   | –   | –   | 72  | –   | –   | –   | –  | –  | –  | –  | –   | –   | –   | –   | 63  | 67  | –   | –   | –   | –   | –   |
| Estonia |     |     |     |     |     |     |     |     |     |    |    |    |    |     |     |     |     |     |     |     |     |     |     |     |
| Martti Nõmme | 54  | 63  | 54  | 37  | –   | –   | 48  | 35  | –   | –  | –  | –  | 43 | 29  | –   | –   | –   | –   | –   | –   | –   | –   | –   | –   |
| Siim-Tanel Sammelselg | 63  | 85  | 63  | 66  | –   | –   | –   | –   | 53  | 65 | 16 | 54 | –  | –   | –   | –   | –   | –   | –   | –   | –   | –   | –   | –   |
| Finlandia |     |     |     |     |     |     |     |     |     |    |    |    |    |     |     |     |     |     |     |     |     |     |     |     |
| Lauri Asikainen | –   | –   | –   | –   | 22  | 9   | –   | –   | –   | –  | –  | –  | 9  | 5   | 16  | 13  | 10  | 5   | 10  | –   | –   | –   | –   | –   |
| Janne Happonen | –   | –   | 37  | 57  | –   | –   | –   | –   | –   | –  | –  | –  | –  | –   | –   | –   | –   | –   | –   | –   | –   | –   | –   | –   |
| Sami Heiskanen | 23  | dsq | 12  | 32  | 33  | 33  | –   | –   | 8   | 40 | 28 | 17 | –  | –   | –   | –   | –   | –   | –   | –   | –   | –   | –   | –   |
| Kalle Keituri | –   | –   | 14  | 15  | –   | –   | –   | –   | –   | –  | –  | –  | –  | –   | –   | –   | –   | 47  | 28  | –   | –   | –   | –   | –   |
| Sebastian Klinga | 61  | 28  | 34  | 35  | 12  | 26  | –   | –   | 47  | 40 | 32 | 35 | –  | –   | 32  | 18  | 24  | –   | –   | –   | –   | –   | –   | –   |
| Anssi Koivuranta | 27  | 54  | 6   | 13  | –   | –   | –   | –   | –   | –  | –  | –  | –  | –   | –   | –   | –   | –   | –   | –   | –   | –   | –   | –   |
| Janne Korhonen | –   | –   | –   | –   | –   | –   | –   | –   | –   | –  | –  | –  | –  | –   | –   | –   | –   | –   | –   | dsq | 38  | –   | –   | –   |
| Mika Kulmala | –   | –   | 43  | 49  | –   | –   | 35  | 34  | –   | –  | –  | –  | –  | –   | –   | –   | –   | –   | –   | 37  | 35  | –   | –   | –   |
| Jere Kykkänen | –   | –   | –   | –   | –   | –   | –   | –   | –   | –  | –  | –  | 44 | 51  | –   | –   | –   | –   | –   | –   | –   | –   | –   | –   |
| Ville Larinto | –   | –   | 30  | 25  | 52  | 52  | –   | –   | –   | –  | –  | –  | –  | –   | 23  | 34  | 40  | 68  | 34  | –   | –   | –   | –   | –   |
| Aapo Lehtinen | –   | –   | dsq | dsq | –   | –   | –   | –   | –   | –  | –  | –  | –  | –   | –   | –   | –   | –   | –   | –   | –   | –   | –   | –   |
| Jarkko Määttä | 49  | 38  | 16  | 7   | –   | –   | –   | –   | –   | –  | –  | –  | –  | –   | –   | –   | –   | –   | –   | –   | –   | –   | –   | –   |
| Lasse Moilanen | –   | –   | –   | –   | –   | –   | –   | –   | –   | –  | –  | –  | 56 | dsq | –   | –   | –   | –   | –   | –   | –   | –   | –   | –   |
| Sami Niemi | –   | –   | –   | –   | –   | –   | –   | –   | 8   | 31 | 20 | 16 | –  | –   | –   | –   | –   | –   | –   | –   | –   | –   | –   | –   |
| Juho Ojala | –   | –   | –   | –   | –   | –   | –   | –   | –   | –  | –  | –  | –  | –   | –   | –   | –   | –   | –   | 31  | 28  | –   | –   | –   |
| Harri Olli | –   | –   | –   | 36  | –   | –   | 53  | 48  | –   | –  | –  | –  | –  | –   | 67  | 45  | 45  | dns | 56  | –   | –   | –   | –   | –   |
| Frans Tähkävuori | –   | –   | 62  | –   | –   | –   | –   | –   | –   | –  | –  | –  | –  | –   | –   | –   | –   | –   | –   | –   | –   | –   | –   | –   |
| Ossi-Pekka Valta | –   | –   | –   | –   | –   | –   | –   | –   | –   | –  | –  | –  | 37 | 30  | –   | –   | –   | –   | –   | –   | –   | –   | –   | –   |
| Elias Vänskä | –   | –   | dsq | 62  | –   | –   | –   | –   | –   | –  | –  | –  | –  | –   | –   | –   | –   | –   | –   | –   | –   | –   | –   | –   |
| Miika Ylipulli | –   | –   | 42  | 26  | –   | –   | 25  | 27  | –   | –  | –  | –  | –  | –   | –   | –   | –   | –   | –   | –   | –   | –   | –   | –   |
| Santeri Ylitapio | –   | –   | –   | –   | –   | –   | 27  | 31  | –   | –  | –  | –  | –  | –   | –   | –   | –   | –   | –   | –   | –   | –   | –   | –   |
| Francja |     |     |     |     |     |     |     |     |     |    |    |    |    |     |     |     |     |     |     |     |     |     |     |     |
| Sébastien Cala | –   | –   | –   | –   | –   | –   | dsq | 60  | –   | –  | –  | –  | –  | –   | –   | –   | –   | –   | –   | –   | –   | –   | –   | –   |
| Vincent Descombes Sevoie | –   | –   | –   | –   | –   | –   | –   | –   | –   | –  | –  | –  | –  | –   | 46  | 41  | 25  | 24  | 18  | 21  | 19  | –   | –   | –   |
| Julien Faivre Rampant | –   | –   | –   | –   | –   | –   | –   | 57  | –   | –  | –  | –  | –  | –   | –   | –   | –   | –   | –   | –   | –   | –   | –   | –   |
| Ronan Lamy Chappuis | –   | –   | –   | –   | –   | –   | 3   | 5   | –   | –  | –  | –  | –  | –   | –   | –   | –   | –   | –   | –   | –   | –   | –   | –   |
| Alexandre Mabboux | –   | –   | 65  | 50  | 30  | 49  | 34  | 41  | –   | –  | –  | –  | –  | –   | 54  | 59  | 38  | 44  | 33  | 29  | dsq | 30  | 24  | –   |
| Nicolas Mayer | 50  | 30  | 59  | 70  | 65  | 67  | 63  | 54  | 46  | 32 | 60 | 35 | –  | –   | 66  | 56  | 41  | 58  | 49  | –   | –   | 60  | 56  | –   |
| Arthur Royer | –   | –   | –   | –   | –   | –   | –   | 54  | –   | –  | –  | –  | –  | –   | 65  | 57  | 54  | –   | –   | –   | –   | –   | –   | –   |
| David Viry | dsq | 79  | –   | –   | 62  | 56  | 67  | 77  | –   | –  | –  | –  | –  | –   | –   | –   | –   | –   | –   | –   | –   | –   | –   | –   |
| Grecja |     |     |     |     |     |     |     |     |     |    |    |    |    |     |     |     |     |     |     |     |     |     |     |     |
| Nikos Polichronidis | 37  | 55  | –   | –   | –   | –   | 51  | 38  | dsq | 39 | 24 | 21 | –  | –   | –   | –   | –   | –   | –   | –   | –   | –   | –   | –   |
| Holandia |     |     |     |     |     |     |     |     |     |    |    |    |    |     |     |     |     |     |     |     |     |     |     |     |
| Lars Antonissen | 72  | 83  | 71  | 74  | –   | –   | 68  | 80  | –   | –  | –  | –  | 55 | 61  | 71  | 63  | 62  | 66  | 74  | 47  | 42  | 67  | 59  | –   |
| Ruben de Wit | 85  | 79  | 67  | 71  | –   | –   | 64  | 63  | –   | –  | –  | –  | 49 | 48  | 72  | 69  | 59  | –   | –   | –   | –   | –   | –   | –   |
| Oldrik van der Aalst | 81  | 73  | 69  | 72  | –   | –   | 70  | 56  | –   | –  | –  | –  | 46 | 44  | 55  | 51  | dsq | –   | –   | 45  | 41  | 48  | 51  | –   |
| Japonia |     |     |     |     |     |     |     |     |     |    |    |    |    |     |     |     |     |     |     |     |     |     |     |     |
| Shōtarō Hosoda | –   | –   | –   | –   | –   | –   | –   | –   | –   | 19 | –  | –  | –  | –   | –   | –   | –   | –   | –   | –   | –   | –   | –   | –   |
| Shūsaku Hosoyama | –   | –   | –   | –   | –   | –   | –   | –   | 6   | 8  | 21 | 20 | –  | –   | –   | –   | –   | –   | –   | –   | –   | –   | –   | –   |
| Kenshirō Itō | –   | –   | –   | –   | –   | –   | –   | –   | 36  | 27 | 15 | –  | –  | –   | –   | –   | –   | –   | –   | –   | –   | –   | –   | –   |
| Junshirō Kobayashi | –   | –   | –   | –   | –   | –   | –   | –   | –   | 19 | 2  | 2  | –  | –   | –   | –   | –   | –   | –   | –   | –   | –   | –   | –   |
| Takanobu Okabe | –   | –   | –   | –   | –   | –   | –   | –   | 30  | 2  | 42 | 19 | –  | –   | –   | –   | –   | –   | –   | –   | –   | –   | –   | –   |
| Yukiya Satō | –   | –   | –   | –   | –   | –   | –   | –   | –   | 6  | 54 | 40 | –  | –   | –   | –   | –   | –   | –   | –   | –   | –   | –   | –   |
| Shō Suzuki | –   | –   | –   | –   | –   | –   | –   | –   | –   | 30 | 53 | –  | –  | –   | –   | –   | –   | –   | –   | –   | –   | –   | –   | –   |
| Shōta Tanaka | –   | –   | –   | –   | –   | –   | –   | –   | –   | –  | 34 | –  | –  | –   | –   | –   | –   | –   | –   | –   | –   | –   | –   | –   |
| Daito Takahashi | –   | –   | –   | –   | –   | –   | –   | –   | 18  | 36 | 13 | –  | –  | –   | –   | –   | –   | –   | –   | –   | –   | –   | –   | –   |
| Shōhei Tochimoto | –   | –   | –   | –   | –   | –   | –   | –   | –   | 32 | 25 | –  | –  | –   | –   | –   | –   | –   | –   | –   | –   | –   | –   | –   |
| Hiroaki Watanabe | –   | –   | –   | –   | –   | –   | –   | –   | –   | 11 | 41 | –  | –  | –   | –   | –   | –   | –   | –   | –   | –   | –   | –   | –   |
| Rikuta Watanabe | –   | –   | –   | –   | –   | –   | –   | –   | –   | 57 | 63 | –  | –  | –   | –   | –   | –   | –   | –   | –   | –   | –   | –   | –   |
| Kazuya Yoshioka | –   | –   | –   | –   | –   | –   | –   | –   | –   | 53 | 22 | –  | –  | –   | –   | –   | –   | –   | –   | –   | –   | –   | –   | –   |
| Kanada |     |     |     |     |     |     |     |     |     |    |    |    |    |     |     |     |     |     |     |     |     |     |     |     |
| Dusty Korek | 57  | 44  | 52  | 56  | –   | –   | –   | –   | 42  | 59 | 29 | 4  | –  | –   | –   | –   | –   | –   | –   | –   | –   | –   | –   | –   |
| Trevor Morrice | 62  | dsq | 58  | 63  | –   | –   | –   | –   | 31  | 11 | 37 | 51 | –  | –   | –   | –   | –   | –   | –   | –   | –   | –   | –   | –   |
| Matthew Rowley | 78  | 82  | 44  | 29  | –   | –   | –   | –   | 34  | 35 | 27 | 46 | –  | –   | –   | –   | –   | –   | –   | –   | –   | –   | –   | –   |
| Kazachstan |     |     |     |     |     |     |     |     |     |    |    |    |    |     |     |     |     |     |     |     |     |     |     |     |
| Aleksiej Korolow | 71  | 62  | –   | –   | 55  | 66  | –   | –   | –   | –  | –  | –  | –  | –   | –   | –   | –   | –   | –   | –   | –   | 68  | 63  | 39  |
| Sabirżan Muminow | 82  | 78  | –   | –   | 70  | 58  | 73  | 72  | –   | –  | –  | –  | –  | –   | –   | –   | –   | –   | –   | –   | –   | 72  | dns | dns |
| Aleksiej Pczelincew | –   | –   | –   | –   | –   | –   | 47  | 51  | –   | –  | –  | –  | –  | –   | –   | –   | –   | –   | –   | –   | –   | –   | –   | –   |
| Konstantin Sokolenko | 75  | 65  | –   | –   | 66  | 71  | 76  | 69  | –   | –  | –  | –  | –  | –   | –   | –   | –   | –   | –   | –   | –   | 66  | 48  | 37  |
| Marat Żaparow | –   | –   | –   | –   | 60  | 63  | –   | –   | –   | –  | –  | –  | –  | –   | –   | –   | –   | –   | –   | –   | –   | –   | –   | –   |
| Radik Żaparow | 32  | 29  | –   | –   | –   | –   | –   | –   | –   | –  | –  | –  | –  | –   | –   | –   | –   | –   | –   | –   | –   | –   | –   | –   |
| Korea Południowa |     |     |     |     |     |     |     |     |     |    |    |    |    |     |     |     |     |     |     |     |     |     |     |     |
| Choi Heung-chul | –   | –   | 50  | 44  | –   | –   | –   | –   | –   | –  | –  | –  | –  | –   | –   | –   | –   | –   | –   | –   | –   | –   | –   | –   |
| Choi Seou | –   | –   | 44  | 55  | 45  | 70  | 21  | 16  | 20  | 23 | 51 | 41 | –  | –   | –   | –   | –   | –   | –   | –   | –   | –   | –   | –   |
| Kang Chil-ku | –   | –   | –   | –   | 36  | 46  | 33  | 45  | 20  | 32 | 56 | 38 | –  | –   | –   | –   | –   | –   | –   | –   | –   | –   | –   | –   |
| Niemcy |     |     |     |     |     |     |     |     |     |    |    |    |    |     |     |     |     |     |     |     |     |     |     |     |
| Sebastian Bradatsch | –   | –   | –   | –   | 17  | 38  | –   | –   | –   | –  | –  | –  | –  | –   | 49  | 61  | –   | –   | –   | –   | –   | –   | –   | –   |
| Michael Dreher | –   | –   | –   | –   | –   | –   | –   | –   | –   | –  | –  | –  | –  | –   | 45  | 52  | –   | –   | –   | –   | –   | 11  | 9   | –   |
| Markus Eisenbichler | 77  | 18  | 39  | 8   | –   | –   | 12  | 8   | 15  | 13 | 1  | 1  | 39 | 22  | 2   | 46  | 12  | 40  | 14  | 14  | 8   | –   | –   | –   |
| Karl Geiger | –   | –   | –   | –   | –   | –   | 6   | 2   | 12  | 5  | 9  | 28 | 2  | 47  | 1   | 2   | 1   | 40  | 39  | –   | –   | 38  | 12  | –   |
| Christian Heim | –   | –   | –   | –   | 69  | 57  | –   | –   | –   | –  | –  | –  | –  | –   | 64  | 52  | –   | –   | –   | –   | –   | –   | –   | –   |
| Tim Heinrich | –   | –   | –   | –   | –   | –   | –   | –   | –   | –  | –  | –  | –  | –   | 70  | 49  | –   | –   | –   | –   | –   | –   | –   | –   |
| Michael Herrmann | –   | –   | –   | –   | 49  | 40  | –   | –   | –   | –  | –  | –  | –  | –   | 68  | 55  | –   | –   | –   | –   | –   | –   | –   | –   |
| Kevin Horlacher | 41  | 59  | 60  | 40  | –   | –   | 42  | 36  | –   | –  | –  | –  | –  | –   | –   | –   | –   | –   | –   | –   | –   | –   | –   | –   |
| Stephan Leyhe | 33  | 31  | 22  | 31  | 42  | 32  | –   | –   | –   | –  | –  | –  | –  | –   | 25  | 36  | 27  | 44  | 47  | 19  | 9   | 24  | 38  | 40  |
| Tobias Lugert | –   | –   | –   | –   | 15  | 51  | –   | –   | –   | –  | –  | –  | 40 | 37  | –   | –   | –   | –   | –   | –   | –   | –   | –   | –   |
| Dominik Mayländer | –   | –   | –   | –   | 53  | 69  | –   | –   | –   | –  | –  | –  | –  | –   | 59  | dsq | –   | –   | –   | –   | –   | –   | –   | –   |
| Jan Mayländer | 19  | 49  | 20  | 27  | –   | –   | 9   | 19  | 42  | 26 | 57 | 31 | –  | –   | 28  | 8   | 8   | 25  | 26  | 27  | 16  | 29  | 49  | 23  |
| Maximilian Mechler | 15  | 13  | 26  | 16  | –   | –   | 38  | –   | –   | –  | –  | –  | 20 | 15  | 33  | 30  | –   | –   | –   | –   | –   | 9   | 10  | –   |
| Michael Neumayer | –   | –   | –   | –   | –   | –   | –   | –   | –   | –  | –  | –  | –  | –   | 15  | 20  | 11  | –   | –   | –   | –   | –   | –   | –   |
| Pius Paschke | –   | –   | –   | –   | 5   | 50  | 2   | 4   | 5   | 7  | 49 | 10 | 4  | 26  | 13  | 16  | 21  | 31  | 7   | 4   | 5   | dsq | 6   | 17  |
| Danny Queck | 24  | 38  | 15  | 9   | –   | –   | 13  | 7   | 2   | 8  | 8  | 6  | 31 | 49  | 24  | 35  | 15  | 4   | 3   | 16  | 11  | 40  | 15  | 8   |
| Martin Schmitt | 8   | 5   | 10  | 11  | –   | –   | –   | –   | –   | –  | –  | –  | –  | –   | –   | –   | –   | –   | –   | –   | –   | –   | –   | –   |
| Felix Schoft | –   | –   | –   | –   | 19  | 12  | –   | –   | –   | –  | –  | –  | 24 | 21  | 27  | 23  | –   | 60  | 36  | –   | –   | –   | –   | –   |
| Daniel Wenig | 13  | 9   | 9   | 10  | –   | –   | 4   | 9   | 14  | 4  | 12 | 13 | 26 | 39  | 7   | 15  | 31  | 38  | 22  | 3   | 1   | 2   | 13  | 7   |
| Norwegia |     |     |     |     |     |     |     |     |     |    |    |    |    |     |     |     |     |     |     |     |     |     |     |     |
| Mats Søhagen Berggaard | 30  | 71  | –   | –   | –   | –   | 18  | 25  | –   | –  | –  | –  | –  | –   | –   | –   | –   | 43  | 57  | –   | –   | –   | –   | –   |
| Hans Petter Bergquist | –   | –   | 19  | 30  | 41  | 23  | –   | –   | –   | –  | –  | –  | –  | –   | –   | –   | –   | –   | –   | –   | –   | –   | –   | –   |
| Fredrik Bjerkeengen | –   | –   | –   | –   | –   | –   | –   | –   | –   | –  | –  | –  | 18 | 4   | 20  | 12  | 14  | 47  | dns | 22  | 20  | –   | –   | –   |
| Johan Martin Brandt | 29  | 34  | –   | –   | –   | –   | –   | –   | –   | –  | –  | –  | 47 | 36  | –   | –   | –   | –   | –   | –   | –   | –   | –   | –   |
| Kim René Elverum Sorsell | 42  | 32  | –   | –   | –   | –   | –   | –   | –   | –  | –  | –  | –  | –   | 36  | 39  | 34  | –   | –   | –   | –   | –   | –   | –   |
| Johann André Forfang | 7   | 7   | 31  | 34  | –   | –   | –   | –   | –   | –  | –  | –  | –  | –   | –   | –   | –   | –   | –   | –   | –   | 31  | 28  | –   |
| Jan Fuhre | 25  | 38  | –   | –   | –   | –   | –   | –   | –   | –  | –  | –  | –  | –   | –   | –   | –   | –   | –   | –   | –   | –   | –   | –   |
| Halvor Egner Granerud | –   | –   | –   | –   | –   | –   | –   | –   | –   | –  | –  | –  | –  | –   | –   | –   | –   | 34  | 52  | –   | –   | –   | –   | –   |
| Simen Key Grimsrud | 59  | 17  | –   | –   | 31  | 16  | 8   | 14  | 4   | 61 | 3  | 5  | 42 | 19  | 47  | 21  | 33  | –   | –   | –   | –   | –   | –   | –   |
| Tord-Markusen Hammer | –   | –   | –   | –   | –   | –   | –   | –   | –   | –  | –  | –  | 32 | 23  | dsq | 40  | 50  | –   | –   | –   | –   | –   | –   | –   |
| Joachim Hauer | 26  | 21  | –   | –   | –   | –   | –   | –   | 11  | 16 | 11 | 23 | 23 | 18  | 42  | 28  | 48  | –   | –   | –   | –   | 6   | 32  | –   |
| Tom Hilde | –   | –   | –   | –   | –   | –   | –   | –   | –   | –  | –  | –  | –  | –   | –   | –   | –   | 6   | 53  | 7   | 4   | –   | –   | –   |
| Ole Marius Ingvaldsen | –   | –   | –   | –   | –   | –   | –   | –   | –   | –  | –  | –  | –  | –   | –   | –   | –   | 3   | 51  | –   | –   | –   | –   | –   |
| Robert Johansson | –   | –   | –   | –   | –   | –   | –   | –   | –   | –  | –  | –  | –  | –   | 14  | 13  | 26  | 13  | 12  | 26  | 31  | 20  | 4   | –   |
| Ole Mathis Nedrejord | –   | –   | 68  | 54  | –   | –   | –   | –   | –   | –  | –  | –  | –  | –   | –   | –   | –   | –   | –   | 13  | 29  | –   | –   | –   |
| Bjørn Einar Romøren | –   | –   | –   | –   | –   | –   | –   | –   | –   | –  | –  | –  | –  | –   | –   | –   | –   | –   | –   | –   | –   | 7   | 1   | –   |
| Atle Pedersen Rønsen | 18  | 19  | –   | –   | 14  | 14  | –   | –   | –   | –  | –  | –  | –  | –   | 11  | 5   | 5   | 16  | 39  | 42  | 37  | –   | –   | –   |
| Phillip Sjøen | 14  | 14  | 27  | 41  | –   | –   | 46  | 79  | –   | –  | –  | –  | –  | –   | –   | –   | –   | –   | –   | –   | –   | –   | –   | –   |
| Stian Andre Skinnes | 52  | 45  | –   | –   | –   | –   | –   | –   | –   | –  | –  | –  | –  | –   | –   | –   | –   | –   | –   | –   | –   | –   | –   | –   |
| Sigurd Nymoen Søberg | 9   | 15  | 13  | 12  | 39  | 13  | 78  | 81  | –   | –  | –  | –  | 61 | 32  | –   | –   | –   | –   | –   | –   | –   | –   | –   | –   |
| Andreas Stjernen | 16  | 27  | –   | –   | 23  | 21  | –   | –   | –   | –  | –  | –  | –  | –   | –   | –   | –   | 11  | 5   | –   | –   | –   | –   | –   |
| Vegard Swensen | 44  | 36  | –   | –   | –   | –   | –   | –   | 16  | 15 | 36 | 22 | –  | –   | 38  | 26  | 35  | –   | –   | –   | –   | –   | –   | –   |
| Daniel-André Tande | 42  | 25  | –   | –   | 13  | 2   | –   | –   | –   | –  | –  | –  | –  | –   | –   | –   | –   | –   | –   | –   | –   | 15  | 36  | –   |
| Polska |     |     |     |     |     |     |     |     |     |    |    |    |    |     |     |     |     |     |     |     |     |     |     |     |
| Krzysztof Biegun | –   | –   | –   | –   | –   | –   | –   | –   | –   | –  | –  | –  | 48 | 20  | –   | –   | –   | 44  | 46  | 23  | 33  | 21  | 5   | 38  |
| Stanisław Biela | –   | –   | –   | –   | –   | –   | 52  | 42  | 32  | 51 | 42 | 43 | –  | –   | –   | –   | –   | –   | –   | –   | –   | 62  | –   | –   |
| Wojciech Gąsienica-Kotelnicki | –   | –   | –   | –   | –   | –   | –   | –   | –   | –  | –  | –  | –  | –   | –   | –   | –   | –   | –   | –   | –   | 39  | 62  | –   |
| Stefan Hula | 2   | 10  | 23  | 22  | 24  | 18  | 44  | 32  | –   | –  | –  | –  | 11 | 17  | 37  | 25  | 13  | 12  | 25  | 9   | 23  | 17  | 7   | 15  |
| Przemysław Kantyka | 47  | 66  | 57  | 46  | 61  | 43  | 36  | 39  | –   | –  | –  | –  | 33 | 41  | –   | –   | –   | –   | –   | –   | –   | 43  | 43  | –   |
| Bartłomiej Kłusek | –   | –   | –   | –   | 9   | 17  | 10  | 10  | –   | –  | –  | –  | –  | 42  | 44  | 32  | 28  | 41  | 37  | 35  | 24  | 18  | 42  | 29  |
| Jakub Kot | –   | –   | –   | –   | –   | –   | –   | –   | 10  | 56 | 38 | 56 | –  | –   | –   | –   | –   | –   | –   | –   | –   | 33  | 29  | –   |
| Artur Kukuła | –   | –   | –   | –   | –   | –   | –   | –   | –   | –  | –  | –  | –  | –   | dsq | dsq | 63  | –   | –   | –   | –   | 63  | –   | –   |
| Krzysztof Leja | 53  | 46  | 36  | 69  | –   | –   | –   | –   | 28  | 55 | 31 | 33 | –  | –   | –   | –   | –   | –   | –   | –   | –   | 59  | 69  | –   |
| Grzegorz Miętus | 70  | 55  | 55  | 65  | –   | –   | –   | –   | 35  | 53 | 26 | 32 | –  | –   | 62  | 66  | 60  | –   | –   | –   | –   | –   | 57  | –   |
| Krzysztof Miętus | –   | –   | 35  | 47  | 25  | 20  | 50  | 52  | –   | –  | –  | –  | 12 | 35  | 41  | 31  | 52  | –   | –   | 40  | dsq | 45  | dns | 20  |
| Klemens Murańka | –   | –   | –   | –   | –   | –   | –   | –   | –   | –  | –  | –  | 1  | 14  | 4   | 6   | 18  | 8   | 11  | –   | –   | –   | –   | –   |
| Adam Ruda | 57  | 66  | 41  | 58  | –   | –   | –   | –   | 26  | 46 | 40 | 57 | –  | –   | –   | –   | –   | –   | –   | –   | –   | 36  | 31  | –   |
| Łukasz Rutkowski | 74  | 77  | –   | –   | –   | –   | –   | –   | 29  | 43 | 61 | 44 | –  | –   | –   | –   | –   | –   | –   | –   | –   | –   | 67  | –   |
| Jakub Wolny | 54  | 57  | 40  | 42  | 8   | 28  | 24  | 13  | –   | –  | –  | –  | 57 | –   | –   | –   | –   | 21  | 22  | 28  | 18  | 14  | 11  | 32  |
| Andrzej Zapotoczny | –   | –   | –   | –   | 26  | 34  | –   | –   | 54  | 36 | 55 | 26 | –  | –   | 31  | 67  | 58  | 50  | 59  | –   | –   | 49  | 17  | –   |
| Aleksander Zniszczoł | –   | –   | –   | –   | 35  | 53  | 5   | 12  | –   | –  | –  | –  | 25 | 24  | –   | –   | –   | 17  | 44  | 24  | 26  | 36  | 19  | 16  |
| Rosja |     |     |     |     |     |     |     |     |     |    |    |    |    |     |     |     |     |     |     |     |     |     |     |     |
| Aleksandr Bażenow | –   | –   | –   | –   | –   | –   | –   | –   | –   | –  | –  | –  | –  | –   | –   | –   | –   | –   | –   | 49  | 46  | –   | –   | 27  |
| Władisław Bojarincew | 56  | 43  | dsq | 64  | 48  | 42  | –   | –   | –   | –  | –  | –  | –  | –   | –   | –   | –   | –   | –   | –   | –   | –   | –   | 13  |
| Aleksiej Bujwołow | –   | –   | –   | –   | –   | –   | 77  | 62  | –   | –  | –  | –  | –  | –   | –   | –   | –   | –   | –   | –   | –   | –   | –   | 26  |
| Aleksandr Chalezow | 79  | 86  | –   | –   | –   | –   | –   | –   | –   | –  | –  | –  | –  | –   | –   | –   | –   | –   | –   | –   | –   | –   | –   | –   |
| Ilmir Chazietdinow | –   | –   | –   | –   | –   | –   | –   | –   | –   | –  | –  | –  | –  | –   | –   | –   | –   | –   | –   | –   | –   | –   | –   | 18  |
| Gieorgij Czerwiakow | –   | –   | 72  | dsq | –   | –   | –   | –   | –   | –  | –  | –  | –  | –   | –   | –   | –   | –   | –   | –   | –   | –   | –   | –   |
| Anton Kaliniczenko | 28  | 59  | 53  | 59  | –   | –   | –   | –   | –   | –  | –  | –  | –  | –   | –   | –   | –   | –   | –   | –   | –   | –   | –   | 12  |
| Aleksiej Kamynin | –   | –   | –   | –   | –   | –   | –   | –   | –   | –  | –  | –  | –  | –   | 69  | 65  | 61  | 61  | 65  | 52  | 49  | –   | –   | –   |
| Siergiej Kulikow | 64  | 61  | –   | –   | –   | –   | –   | –   | –   | –  | –  | –  | –  | –   | –   | –   | –   | –   | –   | –   | –   | –   | –   | –   |
| Iwan Łanin | –   | –   | –   | –   | –   | –   | 71  | 58  | –   | –  | –  | –  | –  | –   | –   | –   | –   | –   | –   | –   | –   | –   | –   | –   |
| Michaił Maksimoczkin | –   | –   | –   | –   | –   | –   | –   | –   | –   | –  | –  | –  | –  | –   | –   | –   | –   | –   | –   | –   | –   | 5   | 16  | 3   |
| Michaił Nazarow | –   | –   | –   | –   | –   | –   | –   | –   | –   | –  | –  | –  | –  | –   | –   | –   | –   | –   | –   | 50  | 48  | –   | –   | –   |
| Andriej Paczin | –   | –   | –   | –   | –   | –   | 72  | 75  | –   | –  | –  | –  | –  | –   | –   | –   | –   | –   | –   | –   | –   | –   | –   | –   |
| Aleksiej Romaszow | –   | –   | –   | –   | –   | –   | –   | –   | –   | –  | –  | –  | –  | –   | –   | –   | –   | –   | –   | –   | –   | –   | –   | 28  |
| Ilja Roslakow | –   | –   | –   | –   | 63  | 60  | –   | –   | –   | –  | –  | –  | –  | –   | –   | –   | –   | –   | –   | –   | –   | –   | –   | –   |
| Aleksandr Sardyko | –   | –   | –   | –   | 28  | 41  | –   | –   | –   | –  | –  | –  | –  | –   | 50  | 70  | dns | –   | –   | –   | –   | 46  | –   | 31  |
| Siergiej Szułajew | –   | –   | –   | –   | –   | –   | –   | –   | –   | –  | –  | –  | –  | –   | 56  | 62  | 47  | 70  | 75  | 46  | 43  | –   | 60  | 46  |
| Aleksandr Szuwałow | –   | –   | –   | –   | –   | –   | 48  | 43  | –   | –  | –  | –  | –  | –   | 35  | 44  | 19  | 36  | 55  | –   | –   | 34  | 58  | 30  |
| Wadim Szyszkin | –   | –   | –   | –   | –   | –   | –   | –   | –   | –  | –  | –  | –  | –   | –   | –   | –   | –   | –   | –   | –   | –   | –   | 32  |
| Roman Trofimow | –   | –   | –   | –   | 47  | 43  | –   | –   | –   | –  | –  | –  | –  | –   | –   | –   | –   | –   | –   | –   | –   | 46  | 30  | 22  |
| Rumunia |     |     |     |     |     |     |     |     |     |    |    |    |    |     |     |     |     |     |     |     |     |     |     |     |
| Ștefan Blega | –   | –   | –   | –   | –   | –   | dsq | 70  | –   | –  | –  | –  | –  | –   | –   | –   | –   | –   | –   | 43  | 44  | dsq | 64  | –   |
| Iulian Pîtea | 36  | 58  | 46  | 33  | 37  | 22  | 41  | 48  | 24  | 60 | 46 | 12 | –  | –   | –   | –   | –   | –   | –   | 53  | dns | –   | –   | –   |
| Valentin Tatu | 51  | 69  | 66  | 67  | –   | –   | dns | 50  | 41  | 61 | 59 | 48 | –  | –   | –   | –   | –   | –   | –   | –   | –   | 65  | 34  | 36  |
| Eduard Torok | 76  | 75  | 56  | 68  | 34  | 25  | –   | –   | 52  | 28 | 47 | 27 | –  | –   | –   | –   | –   | –   | –   | 36  | 34  | 56  | 20  | –   |
| Remus Tudor | 66  | 72  | dsq | 73  | –   | –   | 59  | 65  | 33  | 50 | 65 | 52 | –  | –   | –   | –   | –   | –   | –   | 43  | 44  | 57  | 68  | 43  |
| Słowacja |     |     |     |     |     |     |     |     |     |    |    |    |    |     |     |     |     |     |     |     |     |     |     |     |
| Patrik Lichý | –   | –   | –   | –   | –   | –   | –   | –   | –   | –  | –  | –  | –  | –   | –   | –   | –   | 76  | 77  | –   | –   | –   | –   | –   |
| Tomáš Zmoray | 38  | 51  | dns | dns | –   | –   | –   | –   | 45  | 29 | 33 | 37 | –  | –   | –   | –   | –   | 56  | 50  | –   | –   | 63  | 22  | –   |
| Słowenia |     |     |     |     |     |     |     |     |     |    |    |    |    |     |     |     |     |     |     |     |     |     |     |     |
| Gašper Bartol | –   | –   | –   | –   | –   | –   | 23  | dsq | 42  | 42 | 52 | 34 | –  | –   | –   | –   | –   | –   | –   | –   | –   | –   | –   | –   |
| Jernej Damjan | 1   | 2   | 2   | 3   | –   | –   | –   | –   | –   | –  | –  | –  | –  | –   | –   | –   | –   | –   | –   | –   | –   | –   | –   | –   |
| Nejc Dežman | 20  | 38  | 3   | 14  | 4   | 7   | –   | –   | 1   | 1  | 10 | 9  | 3  | 2   | 5   | 21  | 4   | 7   | 13  | –   | –   | –   | –   | –   |
| Robert Hrgota | 11  | 8   | 8   | 19  | 7   | 14  | 7   | 28  | 36  | 2  | 4  | 3  | 17 | 12  | 29  | dsq | 17  | 30  | 19  | 20  | 15  | 13  | 8   | 10  |
| Rok Justin | –   | –   | –   | –   | –   | –   | 1   | 1   | –   | –  | –  | –  | 8  | 6   | 10  | 17  | 6   | 18  | 9   | 1   | 2   | 16  | 41  | 1   |
| Matic Kramaršič | 35  | 36  | –   | –   | –   | –   | –   | –   | –   | –  | –  | –  | –  | –   | –   | –   | –   | –   | –   | 33  | 40  | –   | –   | 48  |
| Miha Kveder | –   | –   | –   | –   | –   | –   | –   | –   | –   | –  | –  | –  | –  | –   | –   | –   | –   | –   | –   | –   | –   | –   | –   | 13  |
| Anže Lanišek | 10  | 4   | 4   | 4   | 10  | 10  | –   | –   | –   | –  | –  | –  | 7  | 1   | 22  | 11  | 42  | 64  | 64  | –   | –   | 4   | 2   | –   |
| Žiga Mandl | 21  | 20  | 21  | 45  | –   | –   | –   | –   | –   | –  | –  | –  | –  | –   | –   | –   | –   | –   | –   | –   | –   | –   | –   | –   |
| Mitja Mežnar | –   | –   | –   | –   | –   | –   | 20  | 22  | 13  | 23 | 19 | 18 | –  | –   | –   | –   | –   | –   | –   | 11  | dsq | 32  | 37  | 34  |
| Tomaž Naglič | –   | –   | –   | –   | –   | –   | –   | –   | –   | –  | –  | –  | 14 | 7   | 53  | 18  | 37  | 22  | 20  | –   | –   | –   | –   | –   |
| Andraž Pograjc | 12  | 35  | 32  | 21  | 11  | 5   | 17  | 30  | 22  | 48 | 18 | 14 | 10 | 3   | 19  | 71  | 30  | 29  | 60  | 6   | 21  | 22  | 44  | –   |
| Cene Prevc | –   | –   | 18  | 23  | 18  | 47  | –   | –   | –   | –  | –  | –  | –  | –   | –   | –   | –   | –   | –   | 2   | 5   | 3   | 3   | 5   |
| Ernest Prišlič | –   | –   | –   | –   | 71  | 65  | –   | –   | –   | –  | –  | –  | –  | –   | –   | –   | –   | –   | –   | –   | –   | –   | –   | 11  |
| Matjaž Pungertar | –   | –   | –   | –   | –   | –   | 32  | 3   | 40  | 58 | 14 | 30 | 5  | 10  | 6   | 4   | 2   | 26  | 61  | –   | –   | –   | –   | –   |
| Kristijan Ravnik | –   | –   | –   | –   | 43  | 68  | –   | –   | –   | –  | –  | –  | –  | –   | –   | –   | –   | –   | –   | –   | –   | –   | –   | –   |
| Anže Semenič | dsq | 24  | 11  | 5   | 16  | 4   | 26  | 18  | 19  | 17 | 7  | 7  | 6  | 34  | 21  | 29  | 23  | 27  | 31  | 17  | 30  | 1   | dsq | –   |
| Miran Zupančič | –   | –   | –   | –   | –   | –   | 22  | 20  | 22  | 8  | 23 | 24 | –  | –   | –   | –   | –   | –   | –   | 5   | 13  | 8   | 52  | 24  |
| Stany Zjednoczone |     |     |     |     |     |     |     |     |     |    |    |    |    |     |     |     |     |     |     |     |     |     |     |     |
| Nicholas Alexander | –   | –   | –   | –   | –   | –   | 43  | 68  | 24  | 52 | 17 | 25 | –  | –   | –   | –   | –   | –   | –   | –   | –   | –   | –   | –   |
| Kevin Bickner | –   | –   | –   | –   | –   | –   | –   | –   | –   | –  | –  | –  | 58 | 52  | –   | –   | –   | 59  | 73  | –   | –   | 53  | 66  | –   |
| AJ Brown | –   | –   | –   | –   | –   | –   | –   | –   | –   | –  | –  | –  | 50 | 59  | –   | –   | –   | –   | –   | –   | –   | –   | –   | –   |
| Nicholas Fairall | –   | –   | –   | –   | –   | –   | –   | –   | –   | –  | –  | –  | –  | –   | –   | –   | –   | –   | –   | –   | –   | 41  | 50  | –   |
| Peter Frenette | 48  | 26  | 24  | 28  | –   | –   | –   | –   | –   | –  | –  | –  | –  | –   | –   | –   | –   | –   | –   | –   | –   | –   | –   | –   |
| Christian Friberg | –   | –   | –   | –   | –   | –   | –   | –   | –   | –  | –  | –  | 62 | 60  | –   | –   | –   | –   | –   | –   | –   | –   | –   | –   |
| Michael Glasder | –   | –   | –   | –   | –   | –   | 38  | 24  | 51  | 45 | 39 | 55 | 41 | 53  | –   | –   | –   | 39  | 58  | –   | –   | 61  | 40  | –   |
| Alexander Haupt | –   | –   | –   | –   | –   | –   | –   | –   | –   | –  | –  | –  | 45 | 55  | –   | –   | –   | –   | –   | –   | –   | –   | –   | –   |
| Anders Johnson | 39  | 33  | 38  | 48  | –   | –   | 28  | 33  | dsq | 23 | 30 | 44 | –  | –   | –   | –   | –   | –   | –   | –   | –   | –   | –   | –   |
| Christopher Lamb | 67  | dsq | 49  | 61  | –   | –   | 58  | 73  | dsq | 46 | 58 | 29 | 38 | 58  | –   | –   | –   | –   | –   | –   | –   | –   | –   | –   |
| Nicholas Mattoon | –   | –   | –   | –   | –   | –   | –   | –   | –   | –  | –  | –  | 52 | 57  | –   | –   | –   | –   | –   | –   | –   | –   | –   | –   |
| William Rhoads | dsq | 53  | 70  | 60  | –   | –   | –   | –   | –   | –  | –  | –  | 59 | 46  | –   | –   | –   | 69  | dsq | –   | –   | –   | –   | –   |
| Brian Wallace | –   | –   | –   | –   | –   | –   | –   | –   | –   | –  | –  | –  | 54 | 54  | –   | –   | –   | 55  | 69  | –   | –   | –   | –   | –   |
| Szwajcaria |     |     |     |     |     |     |     |     |     |    |    |    |    |     |     |     |     |     |     |     |     |     |     |     |
| Olivier Anken | –   | –   | –   | –   | 72  | 74  | –   | –   | –   | –  | –  | –  | –  | –   | –   | –   | –   | –   | –   | –   | –   | –   | –   | –   |
| Tobias Birchler | –   | –   | –   | –   | 51  | 45  | –   | –   | –   | –  | –  | –  | –  | –   | –   | –   | –   | –   | –   | –   | –   | –   | –   | –   |
| Gregor Deschwanden | –   | –   | –   | –   | –   | –   | –   | –   | 2   | 13 | 6  | 8  | –  | –   | –   | –   | –   | –   | –   | –   | –   | –   | –   | –   |
| Luca Egloff | –   | –   | –   | –   | 58  | 63  | –   | –   | –   | –  | –  | –  | –  | –   | –   | –   | –   | –   | 29  | 39  | 36  | –   | –   | –   |
| Pascal Egloff | 40  | 38  | –   | –   | 54  | 29  | 38  | 36  | 48  | 21 | 35 | 46 | 34 | 38  | –   | –   | –   | 54  | –   | –   | –   | 54  | 55  | –   |
| Benjamin Ernst | –   | –   | –   | –   | dsq | 75  | –   | –   | –   | –  | –  | –  | –  | –   | –   | –   | –   | –   | –   | –   | –   | –   | –   | –   |
| Marco Grigoli | –   | –   | –   | –   | 32  | 27  | 29  | 23  | 16  | 22 | 50 | 42 | 35 | 33  | 26  | 37  | 43  | 65  | –   | 38  | 22  | 42  | 33  | –   |
| Gabriel Karlen | –   | –   | 28  | 16  | 50  | 48  | –   | –   | –   | –  | –  | –  | –  | –   | –   | –   | –   | 35  | 43  | –   | –   | –   | –   | –   |
| Pascal Kälin | 22  | 22  | –   | –   | 59  | 36  | –   | –   | 27  | 64 | 63 | 14 | 28 | 50  | 52  | 43  | 39  | 49  | –   | 30  | 24  | 51  | 71  | –   |
| Killian Peier | 33  | 48  | –   | –   | 67  | 39  | –   | –   | –   | –  | –  | –  | –  | –   | 61  | 49  | 56  | –   | 62  | –   | –   | –   | –   | –   |
| Marvin Scherrer | –   | –   | –   | –   | 73  | 73  | –   | –   | –   | –  | –  | –  | –  | –   | –   | –   | –   | –   | –   | –   | –   | –   | –   | –   |
| Andreas Schuler | –   | –   | –   | –   | 37  | dsq | –   | –   | –   | –  | –  | –  | 51 | 16  | 39  | 47  | 43  | –   | 44  | –   | –   | –   | –   | –   |
| Pascal Sommer | 60  | 76  | –   | –   | 64  | 54  | –   | –   | –   | –  | –  | –  | –  | –   | –   | –   | –   | –   | –   | –   | –   | –   | –   | –   |
| Szwecja |     |     |     |     |     |     |     |     |     |    |    |    |    |     |     |     |     |     |     |     |     |     |     |     |
| Simon Eklund | –   | dsq | –   | –   | –   | –   | –   | –   | –   | –  | –  | –  | –  | –   | –   | –   | –   | –   | –   | 51  | 50  | –   | –   | –   |
| Carl Nordin | 84  | 68  | –   | –   | –   | –   | –   | –   | 50  | 61 | 64 | 50 | –  | –   | –   | –   | –   | –   | –   | 41  | 39  | –   | –   | –   |
| Jonas-Sloth Sandell | –   | –   | –   | –   | –   | –   | –   | –   | –   | –  | –  | –  | –  | –   | –   | –   | –   | –   | –   | 48  | 47  | –   | –   | –   |
| Turcja |     |     |     |     |     |     |     |     |     |    |    |    |    |     |     |     |     |     |     |     |     |     |     |     |
| Muhammet İrfan Çintımar | –   | –   | –   | –   | –   | –   | –   | –   | –   | –  | –  | –  | –  | –   | –   | –   | –   | –   | –   | –   | –   | –   | –   | 45  |
| Fatih Arda İpcioğlu | –   | –   | –   | –   | –   | –   | –   | –   | –   | –  | –  | –  | –  | –   | –   | –   | –   | –   | –   | –   | –   | –   | –   | 47  |
| Samet Karta | 46  | 47  | 51  | 51  | 44  | 35  | 57  | 44  | 38  | 48 | 42 | 53 | –  | –   | –   | –   | –   | –   | –   | –   | –   | –   | –   | 42  |
| Faik Yüksel | –   | –   | –   | –   | –   | –   | 55  | 53  | –   | –  | –  | –  | –  | –   | –   | –   | –   | –   | –   | –   | –   | –   | –   | –   |
| Ukraina |     |     |     |     |     |     |     |     |     |    |    |    |    |     |     |     |     |     |     |     |     |     |     |     |
| Andrij Kalinczuk | –   | –   | –   | –   | –   | –   | 66  | 60  | –   | –  | –  | –  | –  | –   | –   | –   | –   | 75  | 72  | –   | –   | –   | –   | –   |
| Andrij Kłymczuk | dns | –   | –   | –   | –   | –   | 68  | 64  | –   | –  | –  | –  | –  | –   | –   | –   | –   | 73  | 71  | –   | –   | –   | –   | –   |
| Stepan Pasicznyk | 86  | 87  | –   | –   | –   | –   | 75  | 78  | –   | –  | –  | –  | –  | –   | –   | –   | –   | 74  | 76  | –   | –   | –   | –   | –   |
| Wołodymyr Werediuk | 83  | 84  | –   | –   | –   | –   | 62  | 74  | –   | –  | –  | –  | –  | –   | –   | –   | –   | –   | –   | –   | –   | –   | –   | –   |
| Włochy |     |     |     |     |     |     |     |     |     |    |    |    |    |     |     |     |     |     |     |     |     |     |     |     |
| Davide Bresadola | –   | –   | –   | –   | –   | –   | –   | –   | –   | –  | –  | –  | –  | –   | –   | –   | –   | –   | –   | –   | –   | 44  | 25  | –   |
| Federico Cecon | –   | –   | 47  | 38  | –   | –   | 53  | 59  | –   | –  | –  | –  | 29 | 28  | 57  | 41  | 29  | –   | –   | –   | –   | 58  | 54  | –   |
| Alessio De Crignis | –   | –   | –   | –   | –   | –   | –   | –   | –   | –  | –  | –  | –  | –   | –   | –   | –   | –   | –   | –   | –   | –   | –   | 20  |
| Diego Dellasega | –   | –   | –   | –   | –   | –   | 45  | 47  | –   | –  | –  | –  | 53 | 43  | 60  | 54  | 64  | 62  | 38  | –   | –   | –   | –   | –   |
| Roberto Dellasega | –   | –   | –   | –   | –   | –   | –   | –   | –   | –  | –  | –  | –  | –   | –   | –   | –   | –   | –   | –   | –   | 23  | 14  | –   |
| Zeno Di Lenardo | –   | –   | –   | –   | dsq | 54  | 74  | 66  | –   | –  | –  | –  | 60 | 56  | –   | –   | –   | 71  | 68  | –   | –   | –   | –   | –   |
| Michael Lunardi | –   | –   | –   | –   | –   | –   | –   | –   | –   | –  | –  | –  | –  | –   | –   | –   | –   | –   | –   | –   | –   | –   | –   | 44  |
| Andrea Morassi | 45  | 52  | 48  | 53  | 57  | 62  | 30  | 29  | –   | –  | –  | –  | –  | –   | 30  | 64  | 46  | 67  | 63  | –   | –   | 55  | 53  | –   |
| Daniele Varesco | –   | –   | 60  | 51  | 46  | 61  | –   | –   | –   | –  | –  | –  | 27 | 27  | 51  | 58  | 57  | 53  | 48  | –   | –   | –   | –   | –   |
| Legenda |     |     |     |     |     |     |     |     |     |    |    |    |    |     |     |     |     |     |     |     |     |     |     |     |
| 1-3 4-30 poniżej 30 dns – Zawodnik zgłoszony do konkursu nie wystartował dsq – Zawodnik zdyskwalifikowany - – Zawodnik nie zgłoszony do konkursu |     |     |     |     |     |     |     |     |     |    |    |    |    |     |     |     |     |     |     |     |     |     |     |     |

## Klasyfikacja generalna
Klasyfikacja po zakończeniu sezonu
| Miejsce | Państwo             | Występy | Punkty |
| ------- | ------------------- | ------- | ------ |
| 1.      | Manuel Fettner      | 14      | 803    |
| 2.      | Nejc Dežman         | 17      | 731    |
| 3.      | Rok Justin          | 14      | 689    |
| 4.      | Daniel Wenig        | 22      | 655    |
| 5.      | Karl Geiger         | 15      | 601    |
| 6.      | Pius Paschke        | 20      | 566    |
| 7.      | Robert Hrgota       | 24      | 553    |
| 8.      | Anže Lanišek        | 15      | 527    |
| 9.      | Markus Eisenbichler | 19      | 514    |
| 10.     | Danny Queck         | 22      | 512    |
| 11.     | Manuel Poppinger    | 16      | 505    |
| 12.     | Anže Semenič        | 23      | 436    |
| 13.     | Michael Hayböck     | 4       | 350    |
| 14.     | Stefan Hula         | 20      | 339    |
| 15.     | Matjaž Pungertar    | 13      | 325    |
| 16.     | Cene Prevc          | 9       | 324    |
| 17.     | Jernej Damjan       | 4       | 320    |
| 18.     | Daniel Huber        | 14      | 317    |
| 19.     | Andraž Pograjc      | 23      | 316    |
| 20.     | Klemens Murańka     | 7       | 277    |
| ...     |                     |         |        |